# Grand Prix Kanady 1971
Grand Prix Kanady 1971 (oryg. Player's Canadian Grand Prix) – 10. runda Mistrzostw Świata Formuły 1 w sezonie 1971, która odbyła się 19 września 1971, po raz 3. na torze Mosport International Raceway.
11. Grand Prix Kanady, 5. zaliczane do Mistrzostw Świata Formuły 1.

## Klasyfikacja
| Legenda oznaczeń w tabelach wyników Wyświetl szablon na nowej stronie | Legenda oznaczeń w tabelach wyników Wyświetl szablon na nowej stronie                                                                     |
| Oznaczenie                                                            | Wyjaśnienie |
| --------------------------------------------------------------------- | --- |
| Złoty                                                                 | Zwycięzca lub mistrzostwo |
| Srebrny                                                               | 2. miejsce lub wicemistrzostwo |
| Brązowy                                                               | 3. miejsce lub II wicemistrzostwo |
| Zielony                                                               | Ukończył, punktował (w klasyfikacji generalnej, gdy zdobył co najmniej jeden punkt na przestrzeni sezonu, poza trzema powyższymi opcjami) |
| Niebieski                                                             | Ukończył, nie punktował (w klasyfikacji generalnej, gdy nie zdobył co najmniej jednego punktu na przestrzeni sezonu)                      |
| Czerwony                                                              | Nie zakwalifikował się (NZ) |
| Czerwony                                                              | Nie prekwalifikował się (NPK) |
| Różowy                                                                | Nie ukończył (NU) |
| Różowy                                                                | Niesklasyfikowany (NS) (w klasyfikacji generalnej, gdy nie został sklasyfikowany w żadnym wyścigu sezonu)                                 |
| Czarny                                                                | Zdyskwalifikowany (DK) |
| Czarny                                                                | Wykluczony (WYK/EX) |
| Biały                                                                 | Nie wystartował (NW) |
| Biały                                                                 | Kontuzjowany (K/INJ) |
| Biały                                                                 | Wyścig odwołany (OD/C) |
| Bez koloru                                                            | Został wycofany (WYC/WD) |
| Bez koloru                                                            | Nie przybył (NP/DNA) |
| Bez koloru                                                            | Nie brał udziału w treningach (NT/DNP) |
| Bez koloru                                                            | Nie został zgłoszony (–) |
| Pogrubienie                                                           | Start z pole position |
| Kursywa                                                               | Najszybsze okrążenie wyścigu |
| †                                                                     | Nie ukończył, ale jego rezultat został zaliczony ze względu na przejechanie więcej niż 90% dystansu wyścigu.                              |
| *                                                                     | Sezon w trakcie |
| 1/2/3                                                                 | Punktowana pozycja w sprincie kwalifikacyjnym                                                                                             |
| Lista systemów punktacji Formuły 1                                    | |

| Pos | No | Kierowca             | Konstruktor  | Okrążeń | Czas/powód NU      | Poz. Start. | Punktów |
| --- | -- | -------------------- | ------------ | ------- | ------------------ | ----------- | ------- |
| 1   | 11 | Jackie Stewart       | Tyrrell-Ford | 64      | 1:55:13.1          | 1           | 9       |
| 2   | 17 | Ronnie Peterson      | March-Ford   | 64      | 38.3               | 6           | 6       |
| 3   | 10 | Mark Donohue         | McLaren-Ford | 64      | + 1:35.8           | 8           | 4       |
| 4   | 9  | Denny Hulme          | McLaren-Ford | 63      | + 1 okrążenie      | 10          | 3       |
| 5   | 3  | Reine Wisell         | Lotus-Ford   | 63      | + 1 okrążenie      | 7           | 2       |
| 6   | 12 | François Cevert      | Tyrrell-Ford | 62      | + 2 okrążenia      | 3           | 1       |
| 7   | 2  | Emerson Fittipaldi   | Lotus-Ford   | 62      | + 2 okrążenia      | 4           |         |
| 8   | 4  | Jacky Ickx           | Ferrari      | 62      | + 2 okrążenia      | 12          |         |
| 9   | 14 | Jo Siffert           | BRM          | 61      | + 3 okrążenia      | 2           |         |
| 10  | 20 | Chris Amon           | Matra        | 61      | + 3 okrążenia      | 5           |         |
| 11  | 22 | John Surtees         | Surtees-Ford | 60      | + 4 okrążenia      | 14          |         |
| 12  | 31 | Helmut Marko         | BRM          | 60      | + 4 okrążenia      | 19          |         |
| 13  | 6  | Mario Andretti       | Ferrari      | 60      | + 4 okrążenia      | 13          |         |
| 14  | 15 | Peter Gethin         | BRM          | 59      | + 5 okrążeń        | 16          |         |
| 15  | 28 | George Eaton         | BRM          | 59      | + 5 okrążeń        | 21          |         |
| 16  | 18 | Nanni Galli          | March-Ford   | 57      | + 7 okrążeń        | 20          |         |
| NS  | 19 | Mike Beuttler        | March-Ford   | 56      | Nie sklasyfikowany | 22          |         |
| NS  | 35 | Pete Lovely          | Lotus-Ford   | 55      | Nie sklasyfikowany | 25          |         |
| NU  | 24 | Rolf Stommelen       | Surtees-Ford | 26      | Przegrzanie        | 23          |         |
| NU  | 21 | Jean-Pierre Beltoise | Matra        | 15      | Wypadek            | 11          |         |
| NU  | 33 | Skip Barber          | March-Ford   | 13      | Ciśnienie oleju    | 24          |         |
| NU  | 5  | Clay Regazzoni       | Ferrari      | 7       | Wypadek            | 18          |         |
| NU  | 37 | Graham Hill          | Brabham-Ford | 2       | Wypadek            | 15          |         |
| NU  | 8  | Tim Schenken         | Brabham-Ford | 1       | Zapłon             | 17          |         |
| NU  | 16 | Howden Ganley        | BRM          | 0       | Wypadek            | 9           |         |
| NZ  | 26 | Chris Craft          | Brabham-Ford |         |                    |             |         |